# Cammack Village
Cammack Village est un village situé dans l’État américain de l'Arkansas, dans le comté de Pulaski.